# Muntervary
Muntervary är en udde i republiken Irland.   Den ligger i grevskapet County Cork och provinsen Munster, i den sydvästra delen av landet, 300 km sydväst om huvudstaden Dublin.
Terrängen inåt land är kuperad österut, men österut är den platt. Havet är nära Muntervary åt sydväst.  Närmaste större samhälle är Castletownbere, 13,6 km norr om Muntervary. Trakten runt Muntervary består i huvudsak av gräsmarker.